# Pimaco Two (Arizona)
Pimaco Two est une census-designated place (CDP) située dans le comté de Pima, dans l'État de l'Arizona, aux États-Unis. En 2010, elle comptait une population de 682 habitants.